# Modgudur
Modgudur is een stripverhaal uit de reeks van De Rode Ridder. Het is geschreven door Martin Lodewijk en getekend door Claus Scholz. De eerste albumuitgave is op 12 december 2007.
Het verhaal zou eerst de titel Kermis in de hel meekrijgen, maar werd later veranderd in Modgudur. Kermis in de hel was namelijk al een titel uit de Urbanus stripreeks. Hoewel schrijver Martin Lodewijk vond, dat die serie ver genoeg van de Rode Ridder reeks staat, verkoos hij toch om een andere titel te verzinnen. Kermis in de hel is ook nog een titel uit de serie De paden van de roem.